# Golf la Jocurile Olimpice
Golf a fost prezent la Jocurile Olimpice la cele din 1900 de la Paris în 1900 și la cele din 1904. În 2009, la cea de-a 121-a sesiune a CIO de la Copenhaga a ales să reintrodus golf-ul și rugby-ul (variantă în șapte) în programul olimpic. Primele probe, masculin și feminin, se vor desfășura la Jocurile Olimpice de vară din 2016.

## Clasament pe medalii
| Loc   | Țară                             | Aur | Argint | Bronz | Total |
| ----- | -------------------------------- | --- | ------ | ----- | ----- |
| 1     | Statele Unite ale Americii (USA) | 3   | 3      | 4     | 10    |
| 2     | Canada (CAN)                     | 1   | 0      | 0     | 1     |
| 3     | Marea Britanie (GBR)             | 0   | 1      | 1     | 2     |
| Total | Total                            | 4   | 4      | 5     | 13    |

## Sportivii cei mai medaliați
| Sportiv       | Țară          | Ediții | Aur | Argint | Bronz | Total |
| Chandler Egan | Statele Unite | 1904   | 1   | 1      | 0     | 2     |

## Legături externe
- en  Golf la Comitetul International Olimpic